# Token bus
Token bus – system budowy sieci zgodny ze standardem IEEE 802.4. Jest to standard sieci z transmisją szerokopasmową (ang. broadband), w odróżnieniu od sieci Ethernet, w których transmisja odbywa się w paśmie podstawowym (ang. baseband). Sieci typu Token Bus cechuje topologia magistrali, a do połączeń wykorzystywany jest o różnych wartościach ohmów kabel koncentryczny. Transmisja szerokopasmowa, przewidziana standardem 802.4, umożliwia przesyłanie informacji wieloma różnymi kanałami jednocześnie. Szybkość transmisji może osiągnąć wartość 10 Mbit/s.
Znacznik (token) przekazywany jest od jednej stacji do drugiej, w kolejności wyznaczanej przez malejące numery, będące adresami stacji sieci (MAC). Zatem znacznik przekazywany jest wzdłuż logicznego pierścienia (nie jest to fizyczny pierścień). Ostatnia stacja (tzn. stacja o najniższym numerze MAC) przekazuje znacznik do pierwszej stacji. Droga przebywana przez znacznik nie musi być zgodna z fizycznym umiejscowieniem stacji na magistrali sieci.
Topologia sieci może uwzględnić grupy stacji roboczych, które są podłączone za pomocą długich kabli głównych (ang. trunk cables). Stacje te podłączone są do huba, tworząc konfigurację gwiazdy. Cała sieć ma wtedy zarówno topologię magistrali, jak i gwiazdy. Przykładem sieci Token Bus jest sieć ARCNET, która nie jest jednak zgodna ze standardem IEEE 802.4, gdzie zilustrowano topologię sieci Token Bus. Topologia Token Bus jest dobrze dostosowana do obsługi grup użytkowników, znajdujących się w pewnej odległości od siebie. O ile sieci typu Token Bus używane są w środowiskach przemysłowo-produkcyjnych, sieci Ethernet i token ring dominują w środowiskach biur i urzędów.